# ديلفينا بيرنال
ديلفينا بيرنال (بالإسبانية: Delfina Bernal)‏ هي رسامة كولومبية، ولدت في 1941 في بارانكيا في كولومبيا.